# Hebezeug-Museum

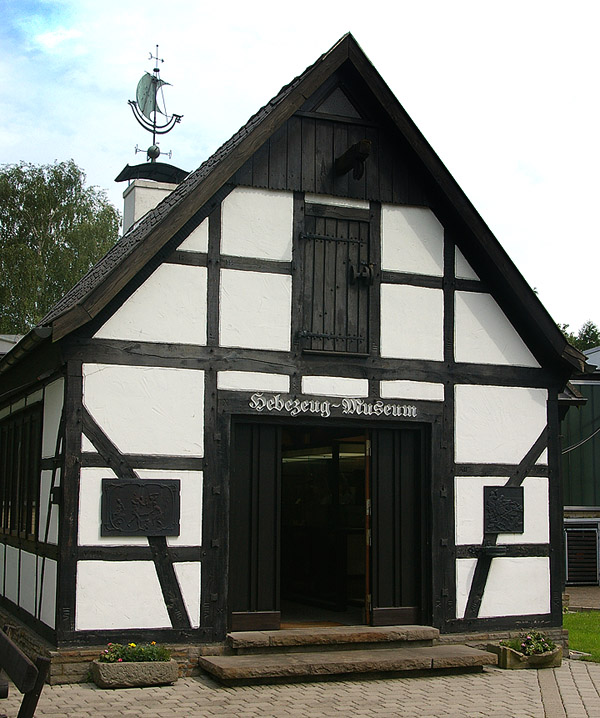
Eingang

Das Hebezeug-Museum in Witten zeigt alte Maschinen zum Heben und Bewegen von Lasten. Es gehört dem Unternehmen J. D. Neuhaus. 
Im Jahre 1977 begann Johann Diederich Neuhaus aus der sechsten Generation des Familienunternehmens den Bau des Museums. Sowohl im eigenen Besitz befindliche historische Hebezeuge als auch entsprechende Stücke von Konkurrenzunternehmen und anderen Branchen werden ausgestellt, ergänzt durch Modelle und Informationstafeln. 
Der Windenschmiedekotten von 1745 ist in Stil und Funktion der Zeit um 1900 restauriert und eingerichtet worden. In der 1985 nachgebauten „Windenfabrik J. D. Neuhaus“ befindet sich ein alter Transmissionsantrieb, der zwölf Maschinen (unter anderem Fräse, Hobel, Drehbank, Bandsäge) antreibt. 
In der Außenanlage befindet sich der funktionsfähige Nachbau des Alten Krans der Hansestadt Lüneburg aus dem Jahre 1336, der zum Be- und Entladen von Schiffen diente.
Das Museum im Stadtteil Heven hat nur zeitweise – meist sonntags – geöffnet. Bei Interesse sind Gruppenführungen (zum Beispiel für Schulklassen) möglich. Es ist das einzige Museum seiner Art in Deutschland.